# مسواتي الثالث
الملك مسواتي الثالث هو ملك إسواتيني ورئيس العائلة المالكة فيها. تولى مقاليد الحكم عام 1986 بعد والده سوبوزا الثاني ليصبح ملكاً لمملكة إسواتيني (سوازيلاند سابقاً). يعتبر الملك مسواتي الثالث واحداً من حكام الملكية المطلقة في العالم. كما أن لديه السلطة لتعيين رئيس الوزراء، وأعضاء الحكومة، والقضاة. ومع ذلك فهو ملزم بدرجة معينة من تقاليد إسواتيني ولا يملك سلطة اختيار خليفته.
من المعروف عن الملك مسواتي الثالث تذوقه لأسلوب الحياة الثرية والترف وممارسة تعدد الزوجات (على الرغم من أنه يتم تعيين اثنتين على الاقل من الزوجات من قبل الدولة)، وقد تعرض لانتقادات في الخارج لمتابعة مصالحه الشخصية على حساب بلاده، فمملكة إسواتيني تعتبر من أفقر دول العالم.
في عام 2001 في محاولة منه للحد من انتشار مرض الإيدز دعى إلى ممارسة (طقوس العفة القديمة) المعروفة باسم (أمتشواشو)، والتي تمنع المرأة تحت سن 18 من ممارسة الجنس. ومع أن مسواتي يحظى باحترام وشعبية إلى حد واسع في إسواتيني إلا أن سياساته وأسلوب الحياة المترفة أدت إلى الاحتجاجات المحلية والانتقادات الدولية.

## حياته
مسواتي هو الابن الوحيد لوالدته (انتونبي) المعروفة أيضا باسم انغوسيكاتي لاتفاولا وكانت أصغر زوجات الملك. كما أن مسواتي هو أحد أبناء الملك سوبوزا الثاني (والذي كان له 70 زوجة، و210 طفلاً وعند وفاته كان لديه حوالي 1000 حفيد).
ولد مسواتي بتاريخ 19 أبريل 1968 في مستشفى رالي فيتكين وكان ذلك قبيل حصول سوازيلاند على الاستقلال من بريطانيا بأربعة أشهر. عاش هو وأمه في (قصر إتغيني) أحد قصور الملك سوبوزا الثاني يقع بالقرب من (قصر ماسوندويني). مسواتي اسمه (ماغتزيف) وتعني (ملك الأمم).
عندما كان أميراً صغيراً إرتاد مدرسة قصر ماسوندويني الابتدائية ومدرسة لوزيثا. في امتحان الشهادة الابتدائية في ديسمبر 1982 حصل على الدرجة الأولى مع الجدارة في مادة الرياضيات واللغة الإنجليزية. أصبح لديه اهتماما كبيرا بالحرس الملكي مما جعله من أوائل الشبان الذين التحقوا بجيش سوازيلاند.
عندما توفي الملك سوبوزا الثاني عام 1982 اختار مجلس الدولة الأعلى (ليغوغو) الأمير ماغتزيف ليكون الملك بعد والده وكان عمره آنذاك 14 عاماً.
وعلى مدى السنوات الأربع التالية بعد توليه الحكم قامت زوجتين من زوجات الملك الراحل وهن الملكة انتونبي والملكة شونغوي بتولي «الوصاية» على العرش لحين اكمال دراسته في بريطانيا، ليعود بعدها ويتولى شؤون البلاد.

## روابط خارجية
- مسواتي الثالث على موقع IMDb (الإنجليزية)
- مسواتي الثالث على موقع الموسوعة البريطانية (الإنجليزية)
- مسواتي الثالث على موقع مونزينجر (الألمانية)
- مسواتي الثالث على موقع إن إن دي بي (الإنجليزية)